# Hersendood
Onder hersendood wordt verstaan het volledig en onherstelbaar verlies van de functies van de hersenen, inclusief de hersenstam en het verlengde merg. De persoon kan niet meer zelfstandig ademhalen en het lichaam kan de bloeddruk en lichaamstemperatuur niet meer regelen (wel kan bij beademing het hart blijven kloppen, zie hartprikkel. Ook kunnen via het ruggenmerg verlopende reflexen nog aanwezig zijn). Deze toestand is juridisch gelijkgesteld aan de dood.
Als de eventuele beademing van een hersendode wordt gestopt, zullen alle organen en weefsels snel beginnen af te sterven.

## Belang hersendoodverklaring voor orgaandonatie
Een hersendode is een ideale orgaandonor, omdat de organen bij kloppend hart (en met beademing) in goede toestand blijven tot ze kunnen worden uitgenomen. De meeste gevallen treden op na ongevallen met schedelletsel of na een hersenbloeding.
Op een intensivecareafdeling kan het lichaam van een hersendode blijven functioneren door het toepassen van kunstmatige ademhaling. Wanneer iemand hersendood wordt verklaard, kan dat voor nabestaanden een moeilijk te verwerken mededeling zijn. Door de kunstmatige beademing ziet de hersendode er niet dood uit; lijkt te slapen, heeft een normale huidkleur en voelt nog warm aan. Op de monitor is de hartslag te zien. Op basis van de eerder genoemde criteria wordt deze persoon door artsen toch als overleden beschouwd.

## Restfunctie
Bij iemand die hersendood is, kunnen sommige lichaamsfuncties nog intact zijn. Zo kan een zwangere vrouw die hersendood raakt succesvol een zwangerschap afronden. Dat kan doordat de hypofyse, een klier die onderaan de hersenen hangt, niet altijd volledig beschadigd is. Deze klier speelt een centrale rol in de hormoonhuishouding. 

## Nederland
Voor het vaststellen van de hersendood geldt in Nederland het hersendoodprotocol. Hier zijn altijd meerdere artsen bij betrokken. De tests bestaan uit diverse onderdelen waarmee artsen onderzoeken en meten of iemands hersenschors en hersenstam nog activiteit vertonen. Als ook maar uit een van die onderdelen blijkt dat er nog hersenactiviteit is, dan kan de hersendood niet worden vastgesteld.

### Hersendoodprotocol
Algemeen onderzoek om uit te sluiten dat er oorzaken van bewusteloosheid en reactieloosheid zijn die de hersendooddiagnose onbetrouwbaar maken. Dergelijke oorzaken kunnen zijn:
- hypothermie (centrale lichaamstemperatuur gelijk aan, of lager dan 32°C);
- intoxicatie, te onderscheiden van therapeutische medicamenteuze neurodepressie (zoals barbituraatcoma);
- hypotensie (systolische bloeddruk gelijk aan, of lager dan 80 mm Hg of 10,7 kPa);
- blokkade van de neuromusculaire overgang;
- ernstige biochemische of metabole stoornis, voor zover deze geen onderdeel is van het falen van de hersenstam of het verlengde merg;
- een reanimatie in de voorafgaande uren.

Klinisch neurologisch onderzoek uitgevoerd door een neuroloog of neurochirurg; hierbij wordt vastgesteld:
- geen pupilreflex (reacties van de pupillen op licht);
- geen corneareflexen (reactie op aanraken van hoornvlies);
- geen reacties op vestibulaire prikkels (afwezige oculocefale en oculovestibulaire reacties);
- geen hoestreflex

Aanvullend onderzoek De functie of de doorbloeding van de grote hersenen wordt onderzocht met een van de volgende drie tests:
1. Een elektro-encefalogram (EEG) om te bepalen of er elektrische hersenactiviteit is.
2. Transcranieel doppleronderzoek (TCD) ter beoordeling van de aanwezigheid van hersendoorbloeding.
3. CT-angiografie (CTA) ter beoordeling van de aanwezigheid van hersendoorbloeding.

Als met EEG, TCD, of CTA is uitgesloten dat er nog hersenfuncties behouden zijn of dat de grote hersenen nog doorbloed zijn, dient het ontbreken van spontane ademhaling te worden aangetoond. Dit gebeurt door middel van de apneutest.